# اتفاق لندن بشأن الديون الخارجية الألمانية

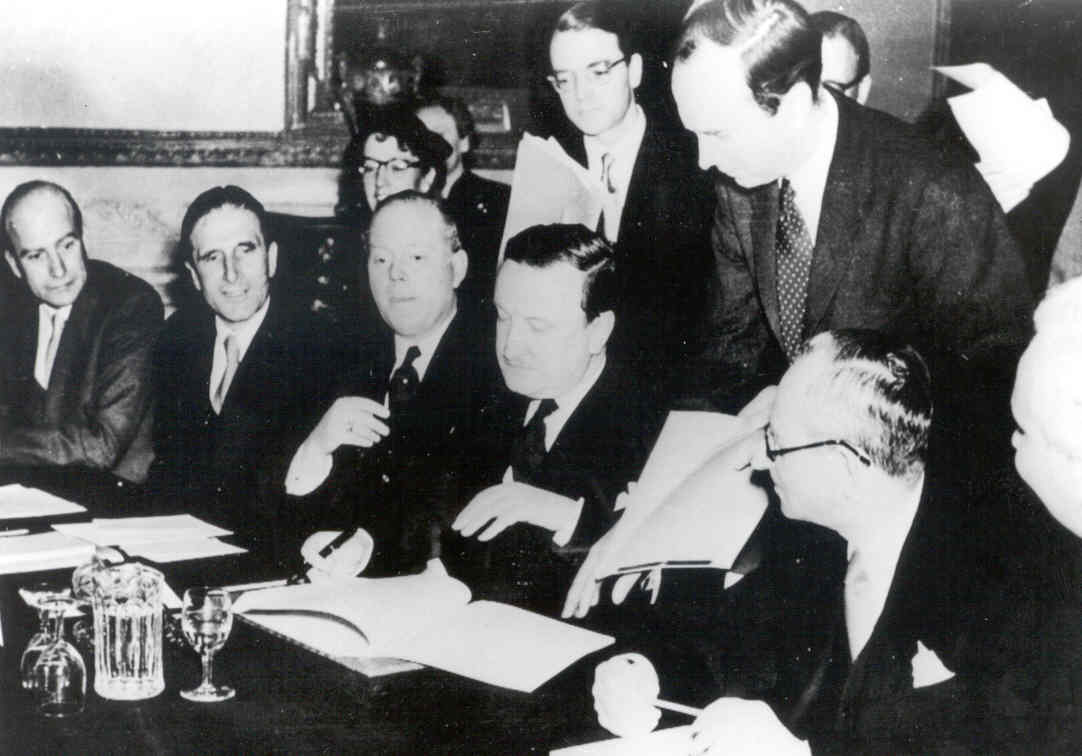

اتفاق لندن بشأن الديون الخارجية الألمانية، والمعروف أيضًا باسم اتفاقية لندن للديون (الألمانية:Londoner Schuldenabkommen)، بمثابة معاهدة لتخفيف عبء الديون بين جمهورية ألمانيا الاتحادية والدول الدائنة. تم توقيع الاتفاقية في لندن في 27 فبراير 1953 ودخلت حيز التنفيذ في 16 سبتمبر 1953.

## نظرة عامة
عُقد المؤتمر (المعروف أيضًا باسم مؤتمر لندن للديون) بين 28 فبراير 1952 و 28 أغسطس 1952. تم توقيع الاتفاقية التي تم التوصل إليها في المؤتمر في لندن في 27 فبراير 1953. صدقت على الاتفاقية الولايات المتحدة وفرنسا والمملكة المتحدة في 16 سبتمبر 1953، وعندها دخلت الاتفاقية حيز التنفيذ.
غطت الاتفاقية عددًا من أنواع الديون الألمانية المختلفة قبل الحرب العالمية الثانية وبعدها. بعضها نشأ مباشرة عن الجهود المبذولة لتمويل نظام التعويضات في حين أن البعض الآخر يعكس عمليات الاقتراض على نطاق واسع حيث كانت معظمها من قبل المستثمرين الأمريكيين للشركات والحكومات الألمانية. شملت الأطراف التي شاركت إلى جانب ألمانيا الغربية كلا من أستراليا  وبلجيكا وكندا والدنمارك وفرنسا وبريطانيا العظمى واليونان وإيران وإيرلندا وإيطاليا وليختنشتاين ولوكسمبورغ والنرويج وباكستان وإسبانيا والسويد وسويسرا وجنوب افريقيا والولايات المتحدة ويوغوسلافيا وغيرها. لم تشارك دول الكتلة الشرقية.
جرى التفاوض على مبلغ 16 مليار مارك من الديون الناتجة عن معاهدة فرساي بعد الحرب العالمية الأولى والتي لم يتم سدادها في الثلاثينيات، لكن ألمانيا قررت سدادها لاستعادة سمعتها. وكانت هذه الأموال مستحقة للبنوك الحكومية والخاصة في الولايات المتحدة وفرنسا وبريطانيا. هناك 16 مليار مارك تمثل قروضًا بعد الحرب من قبل الولايات المتحدة بموجب اتفاقية لندن، تم تخفيض المبلغ القابل للسداد بنسبة 50٪ إلى حوالي 15 مليار مارك وتمديده على مدى 30 عامًا، ومقارنة بالاقتصاد الألماني سريع النمو فقد كان له تأثير بسيط. أحد الشروط المهمة للاتفاقية هو أن السداد كان مستحقًا فقط عندما يكون لألمانيا الغربية فائض تجاري، وأن السداد كان محدودًا بنسبة 3٪ من عائدات التصدير. وقد أعطى ذلك للدائنين الألمان (من كان له ديون على ألمانيا) حافزًا قويًا لاستيراد البضائع الألمانية، مما ساعد على إعادة الإعمار.
تعلق جزء من الاتفاق بالديون الواجب سدادها بعد إعادة توحيد ألمانيا. تم سداد هذه المطالبات عن طريق "Fundierungsschuldverschreibungen" (تمويل سندات الدين) باستحقاق 20 عامًا. في 3 أكتوبر 2010، تم سداد الدفعة النهائية، 69.9 مليون يورو على هذه السندات. ويمثل هذا آخر دفعة دفعتها ألمانيا كديون معروفة ناتجة عن الحربين العالميتين.

## تأثير
ساهم الاتفاق بشكل كبير في نمو الاقتصاد الألماني بعد الحرب وظهور ألمانيا كقوة اقتصادية عالمية. أظهرت دراسة أجريت عام 2018 في المجلة الأوروبية للتاريخ الاقتصادي أن اتفاق لندن «حفز النمو الاقتصادي بثلاث طرق رئيسية: خلق حيز مالي للاستثمار العام وخفض تكاليف الاقتراض واستقرار التضخم». سمح لألمانيا بدخول المؤسسات الاقتصادية الدولية مثل البنك الدولي وصندوق النقد الدولي.

## روابط خارجية
- نص المعاهدة
- إريك توسان، خطة مارشال واتفاقية الديون على الديون الألمانية
- تيموثي و. غينان، فاينانشال فايتنج فانهيتسبيو ألتيجونج: اتفاقية لندن للديون لعام 1953